# Slava Medvedenko

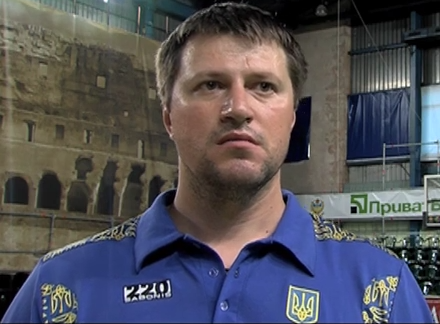

Slava Medvedenko é um ex-jogador de basquete ucraniano que foi campeão da Temporada da NBA de 2000-01 jogando pelo Los Angeles Lakers.